# Ceropachylus areolatus
Ceropachylus areolatus is een hooiwagen uit de familie Gonyleptidae.